# Éric Roy
Éric Roy (Nizza, 26 settembre 1967) è un allenatore di calcio, dirigente sportivo ed ex calciatore francese, tecnico del Brest.

## Statistiche

### Statistiche da allenatore
Statistiche da allenatore aggiornate al 18 maggio 2025; in grassetto le competizioni vinte.
| Stagione        | Squadra         | Campionato      | Campionato | Campionato | Campionato | Campionato | Coppe nazionali | Coppe nazionali | Coppe nazionali | Coppe nazionali | Coppe nazionali | Coppe continentali | Coppe continentali | Coppe continentali | Coppe continentali | Coppe continentali | Altre coppe | Altre coppe | Altre coppe | Altre coppe | Altre coppe | Totale | Totale | Totale | Totale | Vittorie % | Piazzamento |
| Stagione        | Squadra         | Comp            | G          | V          | N          | P          | Comp            | G               | V               | N               | P               | Comp               | G                  | V                  | N                  | P                  | Comp        | G           | V           | N           | P           | G      | V      | N      | P      | %          | Piazzamento |
| --------------- | --------------- | --------------- | ---------- | ---------- | ---------- | ---------- | --------------- | --------------- | --------------- | --------------- | --------------- | ------------------ | ------------------ | ------------------ | ------------------ | ------------------ | ----------- | ----------- | ----------- | ----------- | ----------- | ------ | ------ | ------ | ------ | ---------- | ----------- |
| mar.-giu. 2010  | Nizza           | L1              | 11         | 4          | 6          | 1          | CF+CdL          | -               | -               | -               | -               | -                  | -                  | -                  | -                  | -                  | -           | -           | -           | -           | -           | 11     | 4      | 6      | 1      | 36,36      | Sub., 15°   |
| 2010-2011       | Nizza           | L1              | 38         | 11         | 13         | 14         | CF+CdL          | 5+1             | 3+0             | 1+0             | 1+1             | -                  | -                  | -                  | -                  | -                  | -           | -           | -           | -           | -           | 44     | 14     | 14     | 16     | 31,82      | 17°         |
| lug.-nov. 2011  | Nizza           | L1              | 13         | 2          | 5          | 6          | CF+CdL          | 0+2             | 0+2             | 0+0             | 0+0             | -                  | -                  | -                  | -                  | -                  | -           | -           | -           | -           | -           | 15     | 4      | 5      | 6      | 26,67      | Eson.       |
| Totale Nizza    | Totale Nizza    | Totale Nizza    | 62         | 17         | 24         | 21         |                 | 8               | 5               | 1               | 2               |                    | -                  | -                  | -                  | -                  |             | -           | -           | -           | -           | 70     | 22     | 25     | 23     | 31,43      |             |
| gen.-giu. 2023  | Brest           | L1              | 21         | 8          | 7          | 6          | CF              | 2               | 1               | 0               | 1               | -                  | -                  | -                  | -                  | -                  | -           | -           | -           | -           | -           | 23     | 9      | 7      | 7      | 39,13      | Sub. 14°    |
| 2023-2024       | Brest           | L1              | 34         | 17         | 10         | 7          | CF              | 3               | 2               | 0               | 1               | -                  | -                  | -                  | -                  | -                  | -           | -           | -           | -           | -           | 37     | 19     | 10     | 8      | 51,35      | 3°          |
| 2024-2025       | Brest           | L1              | 34         | 15         | 5          | 14         | CF              | 4               | 3               | 0               | 1               | UCL                | 10                 | 4                  | 1                  | 5                  | -           | -           | -           | -           | -           | 48     | 22     | 6      | 20     | 45,83      | 9°          |
| Totale Brest    | Totale Brest    | Totale Brest    | 89         | 40         | 22         | 27         |                 | 9               | 6               | 0               | 3               |                    | 10                 | 4                  | 1                  | 5                  |             | -           | -           | -           | -           | 108    | 50     | 23     | 35     | 46,30      |             |
| Totale carriera | Totale carriera | Totale carriera | 151        | 57         | 46         | 48         |                 | 17              | 11              | 1               | 5               |                    | 10                 | 4                  | 1                  | 5                  |             | -           | -           | -           | -           | 178    | 72     | 48     | 58     | 40,45      |             |

## Palmarès

### Giocatore

#### Club

##### Competizioni internazionali
- Coppa Intertoto UEFA: 1

Troyes: 2001